# Kriterion (Zeitschrift)
KRITERION – Journal of Philosophy ist eine seit 1991 in Salzburg herausgegebene Fachzeitschrift für analytische Philosophie.
Sie versteht sich als ein Forum für wissenschaftliche Beiträge aus allen Bereichen der Philosophie, insbesondere für Beiträge von Nachwuchswissenschaftlern. Veröffentlicht werden nach einem double-blind-peer review-Verfahren bisher nicht publizierte Artikel in englischer und deutscher Sprache.
Seit 2021 wird das Journal von de Gruyter als Open-Access-Zeitschrift herausgegeben.
Kriterion beteiligt sich an der Finanzierung der jährlichen internationalen Graduiertenkonferenz SOPhiA in Salzburg.